# Hjalmar Tallqvist
Axel Henrik Hjalmar Tallqvist, född 21 februari 1870 i Hollola, död 6 november 1958 i Helsingfors, var en finländsk fysiker och matematiker. Han var son till ingenjören Theodor Tallqvist och bror till läkaren Theodor Tallqvist. Han var gift med sångerskan Elin Fohström.
Tallqvist blev student 1886, filosofie licentiat och filosofie doktor 1890, docent i matematik (från 1904 i experimentell och matematisk fysik) 1891 och var professor i fysik 1907–38 vid Helsingfors universitet. Åren 1901–07 var han lärare i teoretisk mekanik vid Polytekniska institutet i Helsingfors. 
Av Tallqvists många avhandlingar (de flesta införda i Finska vetenskapssocietetens "Acta") berör de matematiska teorierna för minimalytor, elliptiska och sfäriska funktioner, de fysikaliska elektriska svängningar, elektricitetsrörelsen i strömkretsar och kulfunktionen. I festskrift, tillägnad Anders Donner, ingår uppsatsen De fysikaliska förklaringarna af aberrationen (1915). Tallqvists Lärobok i teknisk mekanik (I–II, 1895–96, 1910; på tyska 1903–04 och finska 1909), Grunderna af potentialteorin, med användning på elektrostatiken och magnetismen (1899) och Grunderna af teorin för sferiska funktioner jämte användningar inom fysiken (1905) fann användning även utanför Finland. 
Tallqvist skrev vidare bland annat Nyare strålnings- och atomfysik (1923), Världens härskarinna och hennes skugga. Energi och entropi (1923), Röntgenstrålarna (1923), Fysikens renässans (1924), Naturvetenskapliga uppsatser (1924) och Radioaktiviteten (1924). Som läroböcker tjänade Högre teknisk dynamik (1922), Grunderna av vektoranalysen med tillämpningar på fysiken (1923) och De kemiska elementens periodiska system (1925). En stor mängd uppsatser publicerade han i "Tekniska föreningens förhandlingar", vilka han redigerade 1909–18. År 1923 tilldelades han Hallbergska priset av Svenska litteratursällskapet i Finland.